# Syganowate
Syganowate (Siganidae) – monotypowa rodzina morskich ryb okoniokształtnych. Niektóre gatunki są poławiane w celach konsumpcyjnych, a gatunki o atrakcyjnym ubarwieniu spotykane w hodowlach akwariowych.

## Zasięg występowania
Wody pelagialne, rafy koralowe Oceanu Spokojnego, Oceanu Indyjskiego oraz wschodniej części Morza Śródziemnego, gdzie przeniknęły po otwarciu Kanału Sueskiego.

## Cechy charakterystyczne
- ciało bocznie spłaszczone, zwykle atrakcyjnie i różnorodnie ubarwione
- oczy duże
- płetwy zaopatrzone w jadowite ciernie (promienie twarde)
- płetwa grzbietowa długa, 13 promieni twardych i 10 miękkich
- płetwa odbytowa długa, 7 promieni twardych i 9 miękkich
- osiągają do 40 cm długości

Syganowate żywią się glonami. Są rybami bardzo płochliwymi.

## Klasyfikacja
Do rodziny syganowatych zaliczany jest jeden rodzaj:
Siganus